# Mari Illustrious Makinami
Mari Illustrious Makinami (真希波・マリ・イラストリアス?, Makinami Mari Irasutoriasu), o Maria Iscariota (イスカリオテのマリア?, Isukariote no Maria), è un personaggio della tetralogia cinematografica anime Rebuild of Evangelion, rielaborazione dalla serie televisiva Neon Genesis Evangelion, e introdotto nel lungometraggio Evangelion: 2.0 You Can (Not) Advance, secondo capitolo della saga.
Apparentemente originaria del Regno Unito, Mari è una pilota della filiale europea dell'agenzia speciale Nerv, fondata allo scopo di contrastare degli esseri nemici del genere umano denominati Angeli. In un primo momento la ragazza compare a bordo del mecha Unità provvisoria 05, per poi combattere sull'Eva-02 al posto di Asuka Shikinami Langley. Sul campo di battaglia dà prova di coraggio e di tenacia e con i suoi colleghi dimostra un atteggiamento amichevole, spensierato e ironico. Nel doppiaggio originale è interpretata da Maaya Sakamoto, mentre nell'adattamento italiano è doppiata da Monica Ward. Compare, oltre che nei lungometraggi del Rebuild of Evangelion, anche in un capitolo extra del manga di Neon Genesis Evangelion, scritto e illustrato da Yoshiyuki Sadamoto, nonché in diversi videogiochi del franchise.
Makinami venne creata in seguito alla richiesta di Toshimichi Ōtsuki, produttore ufficiale dell'anime televisivo, di introdurre un nuovo personaggio femminile per i Rebuild e attrarre così nuovo pubblico. Hideaki Anno, regista e principale sceneggiatore della serie originale e dei lungometraggi, decise di non intromettersi nella creazione della pilota per non ricalcare gli altri personaggi principali, tutti basati su aspetti della sua personalità. Egli affidò pertanto il suo sviluppo ad altri membri della Khara, in particolare a Kazuya Tsurumaki. La sua concezione passò attraverso una complessa catena di modifiche e di ripensamenti, visto che né Anno e né gli altri avevano in mente che tipo di eroina creare esattamente, modificando e rimanendo indecisi fino all'ultimo minuto. Tsurumaki e lo studio di animazione cercarono di renderla totalmente differente rispetto ai protagonisti canonici, decidendo di rappresentarla come una ragazza neutra, sensuale e innocente. Il suo character design venne affidato a Sadamoto, già character designer della serie, che nel concepirla giocò su vari elementi stereotipicamente associati al Regno Unito.
Fin dalla sua prima comparsa il personaggio ricevette un'accoglienza contrastante da parte della critica. I recensori si divisero fra chi lo trovò eccessivamente erotizzato e reputò il suo ruolo ininfluente e poco significativo e chi invece lo lodò, trovandolo una valida alternativa alla caratterizzazione degli altri protagonisti. In Evangelion: 3.0+1.0 Thrice Upon a Time, ultimo capitolo dei Rebuild, vengono rivelati altri dettagli sul personaggio, ma ciò ha suscitato ulteriori valutazioni miste: diversi critici hanno lamentato la mancanza di sufficienti spiegazioni circa la sua natura, trovandola poco sviluppata e sprecata, mentre altri ne hanno apprezzato la psicologia e il ruolo rivestito nel finale.

## Concezione e sviluppo
Per Evangelion: 2.0 You Can (Not) Advance, secondo capitolo della saga Rebuild of Evangelion, Toshimichi Ōtsuki, rappresentante della King Records e già produttore di Neon Genesis Evangelion, richiese esplicitamente di inserire un nuovo personaggio femminile; il motivo della proposta era di natura commerciale, con l'intenzione di rafforzare il fascino del prodotto e attrarre nuovo pubblico. Hideaki Anno, regista e principale sceneggiatore dell'opera, accolse con favore l'idea; egli, lavorando con il proposito di portare una ventata di novità al franchise, reputò che la creazione di una nuova pilota avrebbe contribuito allo scopo, distanziando definitivamente i nuovi lungometraggi dall'opera originale. In più, stando alle parole del personale, avrebbe consentito di dare al pubblico più fan service. Anno pianificò di introdurre l'eroina fin dalle prime sequenze del lungometraggio, giocando con il significato di un particolare kanji presente nel titolo giapponese della pellicola, ha (破?), avente il doppio significato di «intermezzo» e di «rottura». All'inizio la sua presenza avrebbe dovuto essere ridotta, con l'idea che avrebbe potuto anche non parlare ed essere semplicemente presentata da altri personaggi nei dialoghi. La sua personalità, le sue parole e la sua prima battaglia però variarono notevolmente in corso d'opera. Lo stesso Anno fu combattuto in proposito: in qualità di produttore e di regista volle introdurre attraverso di lei delle innovazioni alla storia, mentre come autore e sceneggiatore della serie classica non voleva apportare grossi cambiamenti; fu per lui difficoltoso tentare di conciliare questi due istinti.
L'aspetto della ragazza venne reso noto in un manifesto promozionale della pellicola, suscitando immediatamente scalpore fra gli appassionati. Il nome fu invece rivelato nel videogioco per Nintendo DS Petit Eva - Evangelion@School, mentre i cognomi vennero mostrati al pubblico sulla rivista Eva Extra. Anno, come per altri personaggi di Neon Genesis Evangelion, decise di fondere insieme due nomi di navi da combattimento realmente esistenti. Per il primo cognome scelse quello della portaerei HMS Illustrious (R87), appartenente all'omonima classe della Royal Navy britannica; per il secondo invece si ispirò al Makinami della classe Ayanami della Forza marittima di autodifesa giapponese. Il kanji nami (波? "onda") creò un gioco di parole con i nomi degli altri due personaggi femminili principali della serie, Rei Ayanami e Asuka Shikinami Langley. Inizialmente la nuova pilota avrebbe dovuto chiamarsi Mariko (マリコ?), in omaggio a un personaggio di Moyoco Anno, moglie dello sceneggiatore; in un secondo momento però il regista pensò a Chizuru (ちづる?), in riferimento a Chizuru Nambara di Combattler V. Dopo altri ripensamenti tuttavia si optò definitivamente per il nome Mari, in omaggio al personaggio di Mari Sakurano de Il prode Raideen.

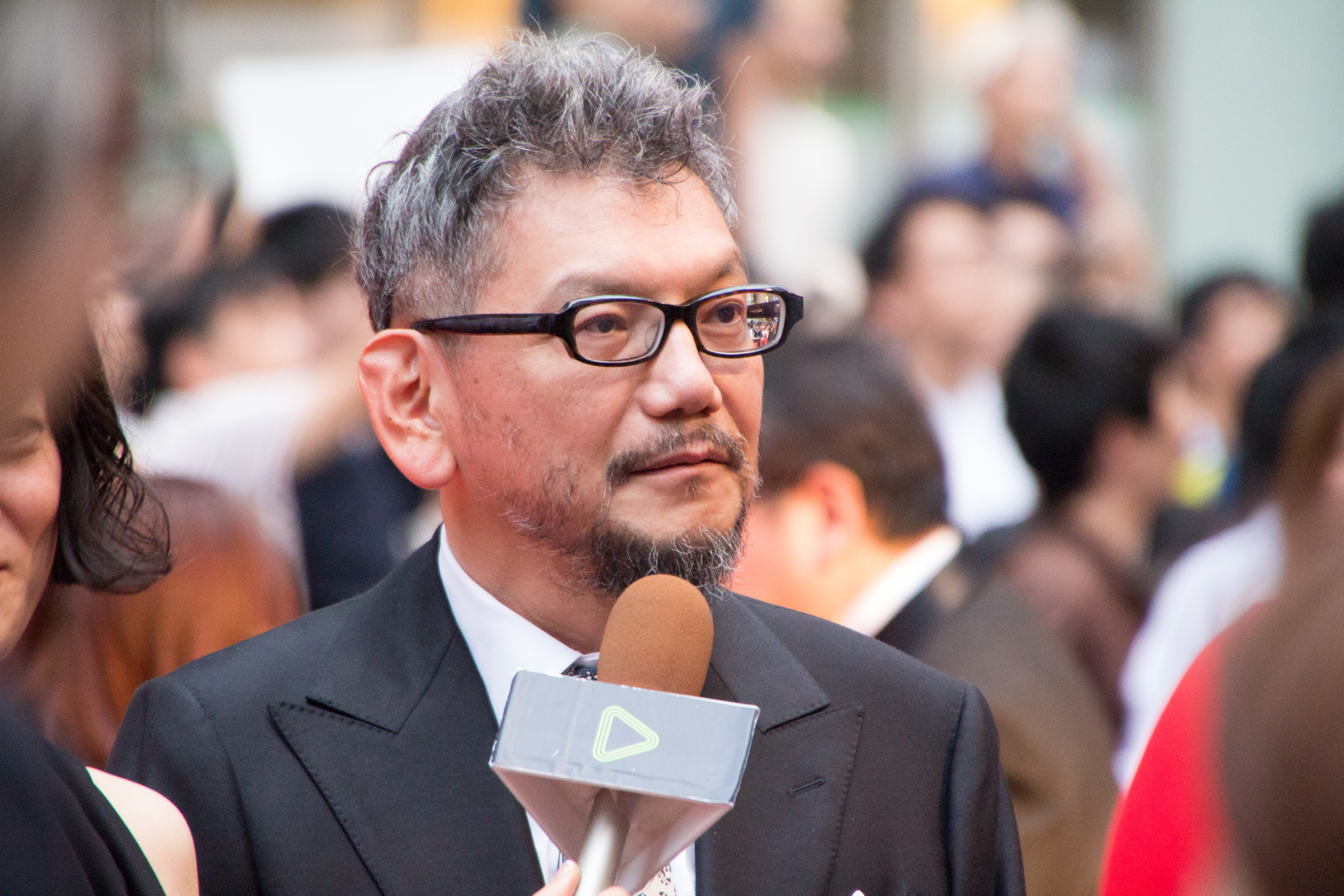
Hideaki Anno, regista e sceneggiatore dei capitoli del Rebuild of Evangelion.

Durante la scrittura del copione Anno si trovò in difficoltà, non riuscendo a decidersi su che ruolo o personalità assegnarle. All'inizio temette di averla inserita forzatamente nella storia, pur di distanziare i Rebuild dalla serie classica; le prime bozze erano così irregolari che, essendo estranea alle vicende, la sua presenza sembrava non avere fondamento e non compariva se non nella sequenza d'apertura del lungometraggio. Per l'occasione rivide l'anime originale, cercando di trovare idee o spunti originali, trovandosi però ancora di più in difficoltà, vista la rigidità dei ruoli dei personaggi principali. L'inserimento di un elemento di novità, a suo dire, avrebbe potuto rovinare l'intero mosaico costruito dall'opera primigenia. In un primo momento rimase sul vago, dando solo qualche generica indicazione ai colleghi dello studio Khara; fin da subito, per esempio, fu stabilito che il nuovo personaggio dovesse essere un'amante degli animali.
Le indicazioni generiche di Anno non aiutarono i colleghi, ma complicarono ulteriormente il lavoro del personale; agli occhi dell'assistente alla regia, Kazuya Tsurumaki, a cui fu affidato gran parte del lavoro, sembrava che Mari avesse «una personalità multipla», un carattere diverso per ogni scena, e fu arduo conciliare il tutto e rendere coerente la sua psicologia. Alcune delle idee vaghe date dallo sceneggiatore erano: «In questa scena cerca i propri occhiali», «Dice "miao" (にゃ?, nya) a fine della frase» e «Il seno deve diventare più grande». Anno infatti volle rendere Mari un personaggio a tutti gli effetti alieno ed estraneo; egli decise inoltre di non prendere troppa iniziativa, così da non farla diventare come i personaggi già esistenti della serie classica, basati tutti sulla sua personalità, e affidò la sua creazione ad altri, Tsurumaki su tutti. Anche la sequenza iniziale di 2.0 venne pensata nell'ottica di rompere con il vecchio Evangelion, mettendo dei dialoghi in lingua russa e inglese. Unico elemento di familiarità diventò la voce di Ryōji Kaji, che divenne il primo personaggio a interagire con lei, così da permettere agli spettatori di sentirsi tranquillizzati e non essere sopraffatti dalle novità.
Nella prima versione della trama ideata da Anno, il nuovo personaggio avrebbe avuto un ruolo molto attivo dalla terza parte in poi, dunque all'inizio Mari avrebbe fatto soltanto una fugace comparsa nel secondo capitolo. Egli voleva dunque evitare di trattarla approfonditamente, preferendo porre invece l'accento su Asuka. Dopo la première di Evangelion 1.0: You Are (Not) Alone al cinema Shinjuku Milano però iniziò un sostanziale lavoro di rimaneggiamento del secondo lungometraggio che, in assenza di direttive precise, venne protratto per altro tempo. Fino all'ultimo minuto furono apportati dei cambiamenti con circa quaranta revisioni della sceneggiatura; ma anche quando i ruoli di Rei, Asuka e Misato Katsuragi diventarono chiari, il regista riscontrò altri problemi con quello di Mari. Il regista andò avanti a esclusione, cercando di creare un tipo di personaggio ancora non sperimentato; tuttavia, visto che lui stesso non sapeva che cosa fare esattamente, furono apportate ulteriori modifiche.
Notando il fervore fra gli appassionati di animazione, Anno aumentò le sue scene e le diede un ruolo sempre più preponderante rispetto alle prime stesure del copione. Parte delle idee però fu scartata, per varie ragioni, e bocciata dagli altri membri: una bozza della sceneggiatura, ad esempio, prevedeva una sequenza in cui Mari e Asuka avrebbero combattuto insieme nell'Entry Plug dello stesso Evangelion contro l'ottavo angelo come in un nininbaori, un espediente del teatro giapponese in cui due attori nello stesso cappotto fingono di essere una persona sola. Un altro suggerimento la vedeva nei panni di compagna di classe europea di Asuka, visto che nessuno degli altri personaggi la conosceva e i suoi dialoghi parevano non andare da nessuna parte; anche tale proposta venne accantonata, perché questo avrebbe indebolito il senso d'isolamento che Anno voleva affibbiare ad Asuka. Altre ipotesi, giocando sulla sua nazionalità britannica, prevedevano che la ragazza incontrasse Shinji Ikari nei pressi di un binario ferroviario e bevesse il tè sul tetto di una scuola; nonostante le varie stesure però anche allo stesso regista ancora non era chiaro il suo carattere.
Il risultato finale fu un personaggio a tratti affine a Rei, a Asuka e a Misato; Tsurumaki rimase insoddisfatto, credendo che non riuscisse a staccare Evangelion 2.0: You Can (Not) Advance dalla serie originale. Suo fu il tentativo di rendere la ragazza d'impatto e farle fare qualcosa di bizzarro, come precipitare dal cielo con un paracadute; l'incontro fra lei e Shinji venne sottoposto alla fase di storyboard il 28 febbraio 2009, mentre Tsurumaki e gli altri membri del personale continuarono a lavorare pericolosamente vicini alle scadenze. Per decidere definitivamente quale personalità conferirle il regista chiese il parere anche ad altri membri del personale, fra i quali Yōji Enokido. Questi, pensando agli stereotipi degli anime harem, propose una combattente sulla scia di Sapphire di La principessa Zaffiro di Osamu Tezuka, un personaggio cioè «neutro, spensierato e innocente». Ad Anno, sentendo Enokido, venne in mente la figura di una ragazza infantile, simile a Chiyoko Wato de Il terzo occhio, dello stesso autore, giudicandola più realistica. Altre idee vennero proposte in corso d'opera; gli impiegati della Khara, fra gli scenari suggeriti, suggerirono di presentarla come un membro di una ricca famiglia britannica con i nomi di tutti i suoi animali domestici tatuati sul corpo. Ikko Todoroki consigliò di rendere Mari un'ospite a casa di Hikari Horaki e una rivale di Asuka per le attenzioni di Kaji e per il controllo dell'Unità 02. Un'altra proposta di Enokido prevedeva inoltre una sottotrama romantica fra lei e Shinji.

### Design

Mari venne associata al verde, un colore particolarmente diffuso fra le divise delle scuole britanniche.

Yoshiyuki Sadamoto, character designer della serie, tentò di dare a Mari un aspetto tipicamente britannico giocando su vari stereotipi. Anno cercò di influenzare il meno possibile la sua immagine, dando delle linee guida molto approssimative a Sadamoto, lasciandolo fare e controllando solo il lavoro ultimato. Quest'ultimo, seguendo lo stereotipo della ragazza meganekko, la disegnò aggiungendole un paio di lenti da vista. Tale espediente riuscì immediatamente a differenziarla dagli altri protagonisti, visto che gli occhiali non vennero quasi mai usati per i personaggi della serie classica per non complicare il lavoro degli animatori. Il regista poi scelse proprio il bozzetto con gli occhiali da vista per l'anteprima di 2.0 presente dopo i titoli di coda di You Are (Not) Alone, che venne in seguito perfezionato dal character designer.
Le uniche direttive che Sadamoto ricevette dal personale furono quella di creare una ragazza che vestiva «in stile britannico» e di una studentessa di un istituto privato cristiano. Quando chiese maggiori informazioni ad Anno su cosa intendesse dire per un «istituto cristiano privato», però, egli rispose di non saperlo e di abbozzare qualcosa partendo da quelle semplici parole. Fra le varie proposte, Sadamoto immaginò Mari con dei vestiti dell'epoca vittoriana e un parasole, ma poi optò per una gonna con un motivo tipicamente scozzese. Anno gli diede alcune fotografie di reali studentesse britanniche come riferimento; vedendo le foto l'artista notò come la maggior parte di loro indossassero collant e giacche con bordi colorati; egli, prendendo spunto da tali elementi, le conferì anche una giacca a maniche lunghe, ispirata a quelle che vengono indossate dai protagonisti della pellicola Trainspotting del 1996 di Danny Boyle. Vista l'ambientazione estiva dell'anime, alla fine optò per una semplice camicia bianca con cravatta.
La produzione richiese un personaggio diverso, che potesse attrarre un nuovo tipo di pubblico, e Sadamoto dovette tenere presente le esigenze di mercato e di trama. In un primo momento fuse semplicemente le caratteristiche di Asuka e di Rei; lui stesso, tuttavia, rimase insoddisfatto del risultato, reputandolo troppo derivativo. Per distinguerla visivamente dalle due protagoniste della serie classica conferì a Mari dei capelli lisci e scuri, con una testa e un corpo più slanciati rispetto alle colleghe. Gli occhi invece furono concepiti per essere lunghi e ben definiti, così da darle un aspetto kawaii. Egli decise poi di conferirle un'acconciatura con due trecce; tuttavia, visto che anche Asuka ha una capigliatura simile, Anno suggerì di spostare le molle verso il basso, aggiungendo una fascia. L'artista prese spunto in particolare da Umemura Hikari del dorama del 2006 My Boss, My Hero, interpretata dall'attrice Yui Aragaki.
Il regista decise di far indossare al personaggio due tute da combattimento, una più vecchia e una di nuova generazione, come ulteriore elemento di distacco dagli altri piloti. Nelle prime fasi di produzione della pellicola si pensò di associarle un plugsuit di colore verde, indaco o giallo, per poi spostare la scelta sul rosa, un colore particolarmente popolare nell'industria dell'animazione giapponese, dandole un tocco di maggiore femminilità. Sadamoto però in un secondo momento notò che, rispetto ai modelli bianchi e rossi di Rei e Asuka, il rosa aveva un minore impatto visivo, motivo per cui le conferì un colore più «scandaloso», il verde, anch'esso stereotipicamente associato al Regno Unito, accogliendo una proposta del colorista Kikuchi Kazuko. Per il suo design si prese spunto dalle uniformi dei Gamilas di La corazzata Yamato, nonché da alcune tute spaziali apparse nella serie televisiva britannica UFO. Ulteriore fonte di ispirazione furono le tute spaziali indossate dai sovietici durante la guerra fredda, dalle quali poi Sadamoto attinse l'idea di rendere la parte inferiore del plugsuit verde quadrettata. Per il design della nuova plugsuit invece l'artista volle dare l'impressione di qualcosa di moderno, che sfruttasse le ultime tecnologie e all'avanguardia; egli analizzò le differenze estetiche tra la prima e la seconda serie della spider Lotus Elise, osservandone le differenze di disegno. Anno decise infine di conferirle un casco, in modo da coprire il volto fino alla fine della battaglia iniziale e creare un effetto drammatico a fine scontro; per idearlo Sadamoto prese spunto da quello dei ciclisti. Il design della parte inferiore del vestiario invece venne ideato ricalcando quello delle tute da scherma, alimentando l'idea di una ragazza appartenente all'aristocrazia europea.

### Doppiaggio
(Maaya Sakamoto)
La scelta della doppiatrice di Mari venne rimandata per molto tempo, dal momento che Anno cercò di evitare di intromettersi troppo nella creazione del personaggio. Durante una festa allo studio però Ōtsuki si lamentò del fatto che, nonostante la produzione fosse vicina al periodo di registrazione, il ruolo non fosse stato ancora deciso e senza che il regista avesse dato alcun suggerimento; egli dunque chiese agli altri membri del personale quale interprete ritenessero più adatta. Fu Sadamoto, parlando della cosa con Tsurumaki, a suggerire diversi nomi, menzionando per la prima volta quello di Maaya Sakamoto, che aveva già lavorato a Punta al top 2! - DieBuster. Tsurumaki, notando quanto Mari fosse differente dagli studenti modello solitamente interpretati dalla seiyū, accolse con favore l'idea, credendo che il contrasto avrebbe reso ancora più accattivante il personaggio. Egli passò a propria volta la proposta ad Anno, che accettò immediatamente senza pensarci su.
Sakamoto fu contattata, stando alle sue parole, senza un provino, e all'inizio si sentì «sotto pressione»; quando incominciò a registrare tuttavia l'atmosfera cambiò. Non avendo nessuna informazione precisa sul suo personaggio dovette doppiare la parte in maniera intuitiva. In un primo momento recitò nella maniera più esagerata che le venisse in mente, ma venne subito fermata dal regista. Registrando la prima battaglia riuscì finalmente a sincronizzarsi con Mari, facendo convergere il proprio nervosismo nel personaggio e ricevendo i complimenti dai membri del personale. Ciononostante desiderò ulteriori istruzioni da Anno, che però rimase sul vago. La doppiatrice si rivolse dunque a Tsurumaki, il quale invece fu maggiormente preciso e dettagliato, coinvolgendola a poco a poco nel progetto e aiutandola nell'interpretazione. Sakamoto rese alla fine Mari un elemento «alieno», rompendo con il vecchio Evangelion. La sua interpretazione venne lodata anche da Sadamoto. Dopo avere ascoltato la sua voce, Tsurumaki iniziò finalmente a capire il personaggio. Anno alla fine suggerì ulteriori accorgimenti all'interprete, in particolare di recitare come un "padre del periodo Shōwa" (昭和のおやじ?, Shōwa no oyaji), cioè come un genitore degli anni Settanta; dopo aver capito che cosa intendesse dire Sakamoto riuscì meglio nel proprio ruolo. Per la scena in cui invece la pilota usa la modalità The Beast le venne chiesto di recitare come un animale selvatico, e fu difficile per lei soddisfare la richiesta, per la quale abbassò il proprio tono di voce fino a farla diventare rauca.
Arrivata a Evangelion: 3.0 You Can (Not) Redo, terzo capitolo della saga, Sakamoto si sentì meno tesa, ed ebbe come la sensazione che Mari «ci [fosse] stata fin dall'inizio». Alla doppiatrice non risultò molto chiara la storia del lungometraggio, visto che il personaggio compare per la maggior parte in scene d'azione e non interagisce molto con gli altri, ma cercò di non preoccuparsene e di continuare a fornire un'interpretazione energica. Nel processo venne personalmente guidata da Anno, che le diede delle istruzioni segrete; la stessa Sakamoto si rifiutò di condividerle, dicendo di volerle portare con sé «fino nella tomba». In Evangelion: 3.0+1.0 Thrice Upon a Time, ultimo capitolo del Rebuild, Sakamoto cercò di interpretare il ruolo nella maniera più semplice possibile, senza sfumature troppo complesse, vista la natura naïve e onesta della pilota, e tentò di trasmettere attraverso la propria recitazione positività, gioia e innocenza. La doppiatrice dichiarò inoltre di aver usato un tuono neutro per Mari, giacché questa, dovendo ricordare nella voce un padre dell'era Shōwa, non doveva apparire né vecchia né giovane, né maschile né femminile. Adottò tale tecnica per la scena in cui il personaggio parla con il vicecomandante Fuyutusuki e, nonostante le difficoltà incontrate, già al primo tentativo ricevette l'approvazione dalla produzione. Dovette inoltre svolgere la fase di post-registrazione quasi interamente da sola, senza vedere gli altri doppiatori, eccezion fatta per Yūko Miyamura, voce di Asuka.
Nell'adattamento italiano Mari Illustrious Makinami è doppiata da Monica Ward. È poi interpretata da Trina Nishimura in lingua inglese,, da Isabelle Volpe in francese, da Marta Barbará in catalano, Mireya Mendoza negli idiomi latinoamericani e Jennifer Weiß in lingua tedesca. In occasione dell'uscita del Rebuild su Amazon Prime Video inoltre il personaggio venne ridoppiato in inglese da Deneen Melody e in tedesco da Lea Kalbhenn.

## Biografia del personaggio
Mari Illustrious Makinami è una ragazza di origini britanniche, allegra ed estroversa, introdotta nel lungometraggio Evangelion: 2.0 You Can (Not) Advance; non viene rivelato nulla ufficialmente sulla sua biografia o sulle sue origini, se non che intrattiene una misteriosa relazione con Ryōji Kaji, che sembra essere il suo superiore. In una data non precisata sale per la prima volta a bordo di un mecha, l'Unità provvisoria Evangelion 05 o Eva-05, con il permesso dello stesso Kaji. Nonostante le funzioni del mezzo siano state regolate soltanto sommariamente, ella fa la sua prima sortita ufficiale e affronta in combattimento il terzo di una serie di nemici chiamati angeli; nello scontro Mari agisce istintivamente e senza raziocinio, canticchiando e muovendosi priva di un piano ben preciso, e dice di essere poco propensa a coinvolgere adulti nella realizzazione del suo obiettivo. Nel combattimento sembra avere in un primo momento la peggio, ma all'ultimo riesce a sconfiggere il nemico. L'angelo genera una grande esplosione che annichilisce tutto, e Mari riesce a sfuggire appena in tempo dal campo di battaglia.

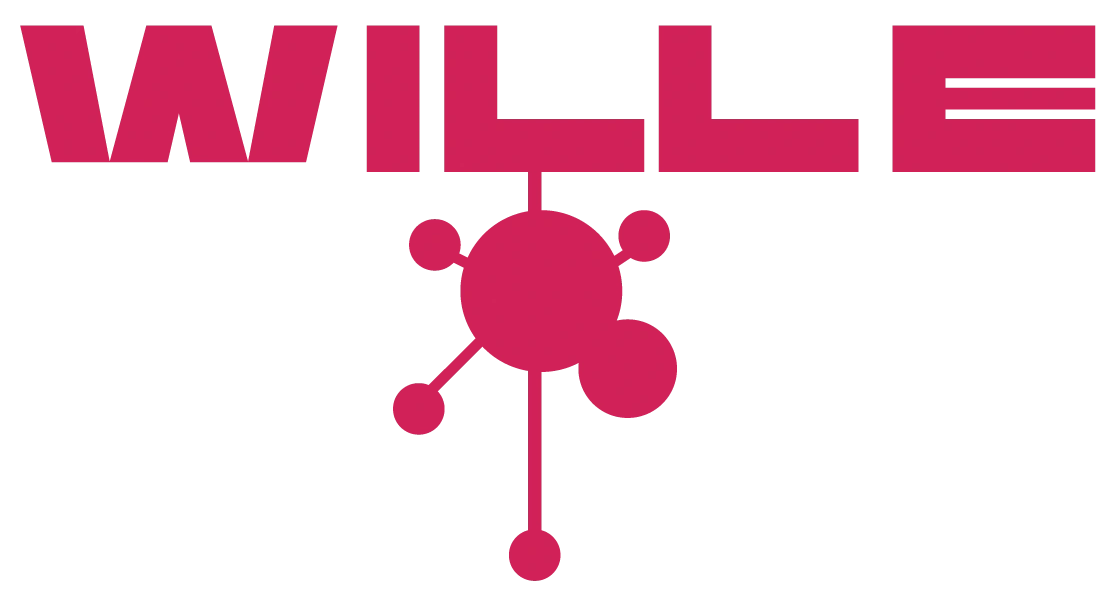
Logo della Wille, società in cui entrano a far parte Mari e altri membri della Nerv.

Qualche tempo dopo la ragazza arriva sul suolo giapponese atterrando con un paracadute sul tetto della scuola media comunale di Neo Tokyo-3, scontrandosi e facendo conoscenza con Shinji Ikari, pilota dell'Unità Evangelion 01. Poco dopo la città viene attaccata dal decimo angelo, Zeruel; Mari, all'insaputa dello stesso personale dell'agenzia speciale Nerv, prende il controllo dell'Eva-02, in precedenza di Asuka Shikinami. Durante la battaglia adopera diverse armi, colpendo ripetutamente il nemico e dimostrando una certa dimestichezza con le unità Evangelion nel tentativo di perforare la sua barriera protettiva AT Field. Nonostante gli attacchi però l'angelo ne esce perfettamente illeso. La pilota decide allora di attivare una modalità chiamata The Beast, con la quale il mecha incomincia a camminare come un animale a quattro zampe e ad attaccare furiosamente l'obbiettivo. Zeruel si difende tagliando prima le braccia e poi colpendo la testa dell'Eva-02. Anche l'Unità-00 di Rei Ayanami incomincia a scontrarsi con lui. L'Eva-02 aiuta Rei rompendo a morsi l'AT Field del nemico, che comunque contrattacca; Rei salva Mari scaraventando la sua unità lontano dal campo di battaglia. Il robot cade su un rifugio per civili, dove si trova pure Shinji Ikari, intenzionato ad abbandonare la Nerv; Makinami lo solleva con la mano del suo mecha e gli mostra l'annientamento dello 00. Shinji si convince poi a salire a bordo dell'Eva-01 e affrontare Zeruel per salvare Rei.
In Evangelion: 3.0 You Can (Not) Redo, ambientato quattordici anni dopo il secondo capitolo in un mondo ormai quasi invivibile, Mari è parte di un'organizzazione nata per distruggere la Nerv chiamata Wille. Nonostante il tempo trascorso il suo fisico, come quello degli altri piloti, è rimasto immutato a causa di quella che viene definita «la maledizione degli Eva». Nell'organizzazione lavora spesso al fianco di Asuka Shikinami, con la quale intrattiene un rapporto di confidenza, e obbedisce agli ordini del capitano Misato Katsuragi. Le due si dirigono con l'Eva-08 di Mari nello spazio per intercettare e recuperare lo 01, con Shinji ancora al suo interno. Diverso tempo dopo lo 02 di Asuka e lo 08 di Mari affrontano nella base della Nerv un altro Evangelion, l'Eva-13, con Shinji e Kaworu Nagisa a bordo. Mari copre Asuka durante il combattimento e alla fine estrae Shinji dall'abitacolo del robot, chiedendogli di salvare almeno Asuka.
In Evangelion 3.0+1.0: Thrice Upon a Time, ultimo capitolo della saga, Mari si dirige a Parigi per un'operazione per conto della Wille. Qui l'Eva-08 viene attaccato da uno stormo di Eva 44A, una colonia di umanoidi creata dalla Nerv che si comporta come un unico organismo. Mari riesce ad avere la meglio contro di loro, ma subito giunge la minaccia di una serie di creature da lei definite «falsi angeli». Nonostante le difficoltà e l'elevata potenza del nemico la pilota adopera la torre Eiffel come arma e vince. Tornata alla Wille si prepara con Asuka e Shinji e tutti e tre si dirigono al polo sud, epicentro di un evento catastrofico chiamato Second Impact. Giunte a destinazione lei e Asuka, a bordo dei rispettivi Evangelion, affrontano una serie di nemici noti come Mark.07. A fine combattimento Mari fa salire Shinji a bordo dell'Eva-01 per affrontare Gendō Ikari, per poi entrare nella nave in cui è presente il vicecomandante della Nerv, Kōzō Fuyutsuki, cui dice addio. A fine lungometraggio Mari e Shinji, su una spiaggia, si incontrano di nuovo, salutando un'ultima volta tutti gli Evangelion. Entrambi si incontrano molto tempo dopo, ormai cresciuti, sulla banchina di una stazione ferroviaria, dove Mari toglie dal collo del giovane un collare esplosivo chiamato DSS Choker e i due si prendono per mano, pronti a vivere in un mondo nuovamente abitato.

## Caratterizzazione
(Maaya Sakamoto)
Mari è una ragazza allegra, estroversa, ironica, sicura di sé, distratta ed eccentrica. Sembra non avere riguardo per i limiti delle proprie forze o della sua unità Eva, pilotandola con un certo entusiasmo. Nel corso della storia si distingue per i suoi modi disinvolti e sensuali. A differenza di tutti gli altri suoi colleghi, emotivamente dipendenti dagli Evangelion o intimoriti dagli scontri bellici con i nemici, dà prova di forza e di nutrire piena fiducia di sé, spingendosi in azioni al limite del buon senso. Nel combattimento contro il decimo angelo, ad esempio, attiva la modalità The Beast senza preoccuparsi di un possibile rischio di contaminazione mentale e gli occhi le si illuminano di verde. Nell'occasione il suo Eva sprigiona una forza bruta animalesca, arrivando a strappare a morsi l'AT Field del nemico. Ella mantiene un sorriso ironico, sprezzante, anche in situazioni apparentemente disperate e senza scampo. Mari è inoltre limpida e schietta; come Anno spiegò alla doppiatrice, Maaya Sakamoto, ella «fa esattamente quello che dice» e onestamente.
In 3.0+1.0 dimostra di amare la letteratura, arrivando a collezionare diversi libri con il sogno di leggere tutti quelli che sono stati scritti. Secondo Yōji Enokido, membro del personale di You Can (Not) Advance, Mari si differenzierebbe per diversi aspetti da Asuka e Rei Ayanami, le due protagoniste femminili della serie classica: «Non è "pratica" come Asuka, ma pensa a cose "profonde", come una di quelle persone che riescono a vedere cose misteriose, come quelle legate agli dèi». Durante la creazione del personaggio alla produzione venne in mente l'immagine di una miko, una delle giovani donne che lavorano presso i templi shintoisti e che canalizzano le divinità. Enokido sottolineò inoltre come Mari fosse molto loquace, differenziandosi anche dall'aria ultraterrena di Rei.
L'assistente alla regia Kazuya Tsurumaki l'ha descritta come una giovane «irresponsabile», astuta e ostinata, il tipo di ragazza che «si serve della propria apparente frivolezza a proprio vantaggio». Il suo carattere eccentrico si riflette anche nel modo di parlare, colloquiale, espressivo e ironico. Ad esempio, nella versione originale Mari chiama Asuka «principessa» (姫?, hime) e Shinji Ikari «cagnolino» (ワンコ君?, wanko-kun). Anche con gli anziani mantiene lo stesso atteggiamento, usando il suffisso onorifico -kun (君) anche per Gendō Ikari, solitamente sfruttato da ragazzi e amici in segno di confidenza in contesti poco formali. Nel mezzo di operazioni complesse termina le frasi con il termine onomatopeico nya, stereotipatamente associato ai gatti e ai personaggi kawaii di manga e anime. Sakamoto l'ha descritta come una persona molto semplice, che fa le cose a modo proprio e non si preoccupa molto del resto, genuinamente felice di pilotare un Eva. Secondo Sakamoto inoltre a Mari «piacciono molto le persone» in generale, come Shinji e Asuka, verso la quale nutre una grande ammirazione; benché la stessa Asuka la tratti freddamente, Mari continua a chiamarla "principessa", rispettandola e proteggendola «come se fosse una persona speciale».

### Versioni alternative

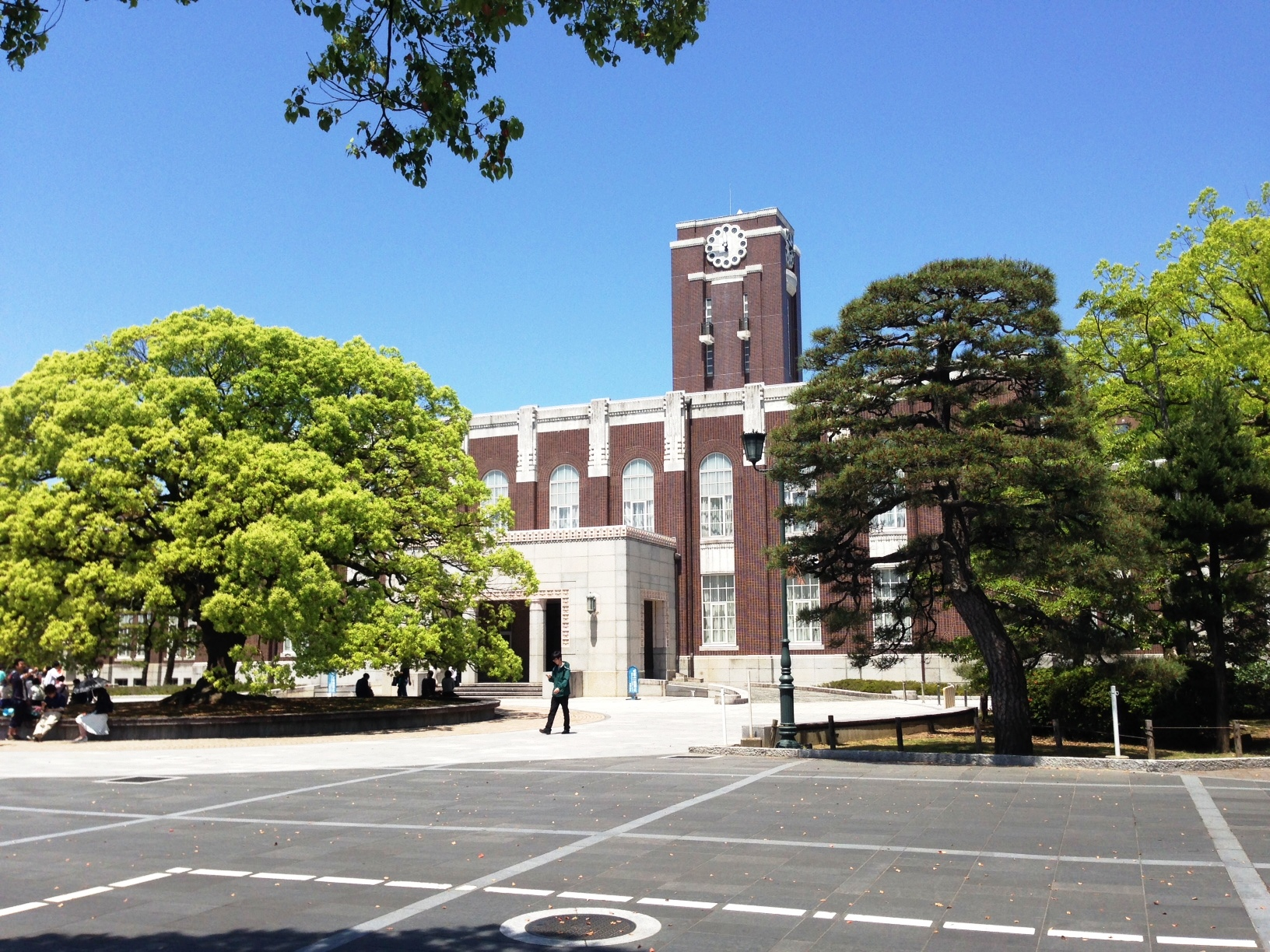
L'Università di Kyoto, frequentata da Mari nel capitolo extra del manga di Sadamoto

Un personaggio chiamato Mari è presente in Neon Genesis Evangelion - Anima, una light novel del mecha designer della serie, Ikuto Yamashita, ambientata a distanza di tre anni dagli eventi della serie animata originale. Nell'opera Mari è una bambina di sette anni creata artificialmente dalla branca nordamericana della Nerv per diventare pilota di un'unità chiamata US Evangelion/Wolfpac (US エヴァンゲリオン/ウルフパツク?). Per via di alcuni geni ibridi impiegati per il suo sviluppo la bimba presenta dei tratti simili a quelli di un felino, ama molto gli animali ed è una grande amica di Rei Six, un clone di Ayanami. Delle versioni chibi di Mari Illustrious Makinami e del suo Eva-05 vengono presentate inoltre nel fumetto di Petit Eva - Evangelion@School, parodia della serie originale.
Il personaggio di Mari compare, fra gli altri media, in un capitolo extra contenuto nell'ultimo volume del manga di Neon Genesis Evangelion, scritto e disegnato da Yoshiyuki Sadamoto tra il 1994 e il 2013, in cui viene presentata come una studentessa di sedici anni iscritta all'Università di Kyoto, lo stesso istituto frequentato dalla ricercatrice Yui Ikari, che riveste il ruolo di sua senpai e guida spirituale. Nel corso del capitolo il rettore la convoca nel suo ufficio, proponendole un tirocinio nel Regno Unito, e la giovane dimostra di provare fastidio nei confronti di Gendō Rokubungi, un suo collega che si è da poco sentimentalmente legato a Yui. A fine storia Mari dichiara i suoi sentimenti a Yui, augurandole una vita felice con Gendō.
Secondo Sadamoto il capitolo sarebbe da intendersi come completamente a sé stante rispetto alla trama dei lungometraggi, in quanto ideato e realizzato senza alcuna richiesta o indicazione da parte del personale dello studio Khara. L'artista lo realizzò come semplice omaggio a Mari e come un'occasione per esplorare alcuni aspetti inusuali del personaggio, come l'abitudine a chiamare Gendō "Gendō-kun" e cantare canzoni del periodo Shōwa e figurandosela come una giovane innamorata della dottoressa Ikari. Il fumettista inoltre lavorò al capitolo seguendo l'ipotesi che Mari sia della stessa generazione della madre di Shinji e che sia diventata in qualche modo pilota, senza mai crescere. Tale idea venne portata avanti anche da alcuni appassionati, secondo cui il fisico di Mari sarebbe rimasto immutato per via della maledizione degli Eva. Megumi Ogata, doppiatrice giapponese di Shinji Ikari, fu interrogata in proposito, fornendo una interpretazione simile.

## Interpretazioni e riferimenti culturali
Hideaki Anno decise di far cantare a Mari, nelle sequenze iniziali di Evangelion 2.0, 365 no march (三百六十五歩のマーチ? lett. "la marcia dei 365 passi"), un brano del 1968 originariamente interpretato da Kiyoko Suizenji che lui ascoltava molto da piccolo e che doveva subito esplicitare il collegamento del personaggio con il periodo Shōwa. Nelle intenzioni dell'autore il canto doveva trasmettere una «sensazione di agio» e di rilassatezza. Nella battaglia contro il decimo angelo fece pronunciare alla ragazza l'espressione dokkoisho (ドッコイショ?), tipica della danza tradizionale sōran, con l'idea di trasmettere l'idea di un «vecchio uomo» della stessa epoca. Un episodio simile si ripete nelle prime scene del lungometraggio seguente, Evangelion 3.0, in cui canticchia la sigla d'apertura di Grand Prix e il campionissimo, anime andato in onda dal 1977 al 1978. Altre canzoni collegate e cantate dal personaggio sono Mamikazumichi no māchi (真実一路のマーチ?) di Suizenji, Sekai ha futari no tameni (世界は二人のために?) di Naomi Sagara e Hitori janai no (ひとりじゃないの?) di Mari Amachi. Per Evangelion 3.0+1.0 a Sakamoto venne inoltre chiesto di recitare imitando il tono di Chōsuke Ikariya, un comico e attore giapponese leader del gruppo musicale The Drifters, attivo soprattutto negli anni Sessanta.
In una scena di Evangelion: 2.0 Mari si scontra con Shinji sul tetto della scuola di Neo Tokyo-3; in quel frangente il Digital Audio Tape del ragazzo, che come nella serie classica è costantemente fermo alle tracce 25 e 26, passa alla 27. Secondo Anno «il collegamento fra lo S-DAT di Shinji che inizia a fare i capricci» e la caduta di Mari sul tetto fu «il risultato del caso»; la scena venne montata e riscritta molte volte e avrebbe dovuto essere inserita dopo una sequenza in cui l'Eva-02 viene sigillato e soltanto in fase di montaggio fu cambiata disposizione.
Mari è stata interpretata come una rappresentazione dell'Altro, dato che è l'unico personaggio a non esser stato creato da Hideaki Anno. Altri appassionati l'hanno interpretata come un alter ego di Moyoco Anno, moglie del regista; tale parallelismo è stato menzionato da Toshio Okada, co-fondatore della Gainax e vecchio conoscente di Anno. Il personale della Khara ha tuttavia risposto a Okada negando l'analogia. Moyoco stessa si è espressa sulla questione, chiedendo di non essere accostata al personaggio.
In una scena di 3.0+1.0 il professor Fuyutsuki chiama Mari "Maria Iscariota"; il nome è stato interpretato come un riferimento sia a Giuda Iscariota, l'apostolo che tradì e consegnò alle autorità giudaiche Gesù Cristo, sia a Maria Maddalena. Il critico giapponese Naoya Fujita, notando come ella possa attivare la modalità The Beast, l'ha descritta come un personaggio «animalesco», simbolo dell'affermazione della vita, dell'umanità, del corpo e del desiderio. Secondo lui Mari rappresenterebbe inoltre una filosofia nuova, diversa da quella dell'anime televisivo; in 2.0 infatti Mari esorta Shinji alla fuga dalla Nerv e questo per Fujita la renderebbe la prima persona dell'universo narrativo di Evangelion ad affermare «il bisogno di fuggire». Secondo lui la pilota sarebbe «un essere che non soffre del senso cristiano del peccato originale o della moderna autocoscienza»; egli ha inoltre paragonato la sua sensualità a quella della protagonista di Cutie Honey, lungometraggio del 2004 diretto da Hideaki Anno. Il portale italiano Komix Jam ha notato come in Evangelion 2.0 Mari sostituisca Kaji nel convincere «Shinji a tornare sullo 01 e combattere». Jeffrey Kauffman di Blu-ray.com inoltre in una recensione sul secondo capitolo del Rebuild trovò in Mari alcuni elementi tipici del personaggio Asuka. Comic Book Resources vide nel rapporto intercorrente tra le due un potenziale rapporto romantico, percependo un «pesante sottotesto bisessuale nelle scene di amoreggiamento» fra le due. Shinji Higuchi a tal proposito paragonò Mari a una versione femminile di Kaworu Nagisa, altro personaggio della serie classica. Kazuya Tsurumaki la descrisse come un pilota deciso, simile al capitano Tatsumi Tashiro o a Kōichirō Ōta di Punta al top! - GunBuster. Secondo il personale della Khara, Mari «ha in sé la libido di Tsurumaki» e sembra uscita dalla serie FLCL, diretta dallo stesso Tsurumaki; quest'ultimo dichiarò di aver soltanto cercato di creare un personaggio che non fosse «da Evangelion», che rappresentasse «un terreno comune» tra lui e Anno e che non era sua intenzione riprodurre un personaggio simile a quelli presenti nelle sue precedenti opere.

## Accoglienza

### Pubblico
In Giappone Mari venne accolta positivamente e, benché appaia in poche scene, attirò l'attenzione del pubblico per lungo tempo. Divenne molto popolare e comparve in diversi sondaggi di popolarità. Nei sondaggi mensili sui personaggi animati più apprezzati dai lettori della rivista specializzata Newtype riuscì a conquistare il terzo posto nel settembre del 2009, a pochi mesi dal debutto di Evangelion 2.0. A marzo 2010 figurò al ventiquattresimo posto nella classifica dei migliori personaggi femminili degli anni Duemila. Nel luglio dello stesso anno, in seguito all'uscita dell'edizione giapponese Blu-ray di Evangelion: 2.0, arrivò in vetta alla lista, mentre ad agosto scese all'ottava posizione. A giugno 2021, in concomitanza con la distribuzione di Evangelion: 3.0+1.0 Thrice Upon a Time, ritornò nei sondaggi mensili del periodico posizionandosi al terzo posto.
Nel 2009 Yahoo! Japan chiese a numerosi intervistati quale eroina animata fosse la loro preferita e vorrebbero sposare: Mari conquistò la prima posizione con 11 348 voti. Nel 2013 il sito AnimeOne domandò ai propri utenti di nominare il miglior personaggio femminile con occhiali della storia dell'animazione giapponese, occasione in cui Mari si posizionò al 37º posto con circa duecento voti. Sondaggi simili vennero effettuati anche dal sito Goo Ranking, in cui ella figurò per diversi anni fra i migliori personaggi dotati di lenti, nonché fra i ruoli più memorabili di Sakamoto. Nei sondaggi di popolarità dei soli personaggi di Evangelion occupò costantemente uno dei primi dieci posti, ma solitamente il più basso per quanto riguarda i piloti di Eva.

### Critica
La critica ebbe giudizi contrastanti riguardo a Mari. Essa accolse negativamente le sue scene di fan service a sfondo erotico, giudicandola una protagonista poco d'impatto e un'aggiunta inutile ai lungometraggi. Alcuni si lamentarono circa la mancanza di spiegazioni riguardo alla sua figura. I due saggisti Jonathan Clements e Helen McCarty nella loro The Anime Encyclopedia criticarono il personaggio, a parer loro inserito nel franchise «come un cinico esercizio con il semplice scopo di sfornare delle action figure nuove». Mark Sombillo di Anime News Network e Nicole MacLean di T.H.E.M. Anime Reviews espressero un parere analogo; quest'ultima, pur apprezzando alcune allusioni sul vero ruolo del personaggio per la trama del progetto Rebuild, rimproverò uno scarso approfondimento del suo carattere e i suoi «dialoghi in un inglese assurdamente complicato», che la rendono a suo dire «fuori posto». Rehan Fontes di Comic Book Resources la criticò aspramente, vedendola come futile e piatta, esistendo soltanto per il fanservice e per assecondare la fanbase otaku: «Mari è poco più di una action figure». Morgan Lewis di VGCultureHQ, che aveva recensito positivamente You Can (Not) Advance, affermò di odiare Mari per via del fan service e della sequenza in cui parla a Shinji prima che questi decida di salire di nuovo a bordo del proprio Eva, sottraendo spazio al personaggio di Kaji.
Il ruolo rivestito da Mari in Evangelion: 3.0 fu accolto in maniera ugualmente negativa da alcuni critici. Nicolò Pellegatta di Everyeye.it, ad esempio, si dichiarò deluso del fatto che Anno non fosse riuscito a darle un carattere più definito nel terzo episodio. Della stessa opinione fu Richard Eisenbeis di Kotaku. La rivista Anime Reign affermò: «Mari è un personaggio completamente superfluo, che non contribuisce ad aggiungere nulla degno di nota alla trama generale». Nicole MacLean di T.H.E.M. Anime Reviews la descrisse come una figura «divertente», ma «enigmatica e poco sviluppata». Chris Homer del The Fandom Post pubblicò nel 2019 una lista dei dieci migliori personaggi britannici dell'animazione giapponese; pur non includendo Mari nell'elenco finale, egli la inserì fra le «menzioni d'onore», lodando il suo atteggiamento estremamente spensierato e combattivo rispetto agli altri piloti di Evangelion. Anche per Homer però il personaggio non viene sviluppato a sufficienza e sembra essere stato inserito «per ragioni di mero fan service».
Altri recensori accolsero Mari e la sua introduzione positivamente. Bryan Morton del The Fandom Post si dichiarò soddisfatto dell'aggiunta di Mari: «Lei mi piace, sia per la sua personalità, sia perché è una grande dose di incertezza in una storia piena di elementi familiari». Josh Tolentino del sito Japanator la inserì fra i migliori personaggi anime britannici, apprezzando il fatto che, a differenza degli altri piloti, sembrasse felice di salire a bordo di un Eva, «un fatto che già da solo la rende un personaggio più interessante di tutti gli altri» del franchise. Martin Theron di Anime News Network scrisse che:
(Martin Theron, Anime News Network)
Anche l'uscita di Evangelion 3.0+1.0, ultimo capitolo della saga Rebuild, suscitò dei commenti contrastanti. Diversi appassionati rimasero interdetti riguardo alla scena finale, in cui Mari prende la mano a Shinji nella stazione di Ube; la sequenza venne interpretata come il segno di una relazione sentimentale fra i due, andando contro l'idea comune che il giovane si sarebbe fidanzato con Asuka. Diversi recensori la criticarono comunque, ritenendo il suo ruolo poco sviscerato e trascurato dalla sceneggiatura. Anche in tal caso essi lamentarono una mancanza di spiegazione circa la sua natura, trovandola poco sviluppata. Fra questi, Everyeye e Movieplayer.it, secondo i quali avrebbe meritato un approfondimento maggiore. Andrea Peduzzi di IGN la ritenne un'occasione sprecata da parte di Anno, perché «mai davvero esplorata», a eccezione dei cenni presenti nel manga di Sadamoto. Animeclick.it la descrisse come una «piccola grande deus ex machina».
Altri critici elogiarono il suo ruolo nell'ultimo lungometraggio. Henrique Padula di IGN lo giudicò «molto chiaro», sebbene Mari sia «la meno profonda» fra i piloti della saga. Raul Velazquez di Game Rant apprezzò le sue scene di battaglia, dicendo che «forse meriterebbe tanti cosplay quanti quelli Rei e di Asuka». Rebuen Baron di Comic Book Resources la giudicò sì poco interessante rispetto ai protagonisti della serie classica, ma comunque dotata, nell'ultimo capitolo della tetralogia cinematografica, di «uno scopo che va oltre il semplice fan service»; Baron di fatto apprezzò come la sua personalità sia più stabile di quella degli altri piloti e come tale stabilità si ripercuota su Shinji Ikari, un fattore «estremamente importante per far funzionare così bene il finale [del lungometraggio]». Pure per il collega di Comic Book Resources Daniel Kurland Mari sarebbe un elemento vitale per la crescita degli altri ragazzi e, interpretandola come una metafora della moglie di Anno, la definì come un elemento «ancora più toccante e importante» per Shinji.

## Merchandisinge influenza culturale

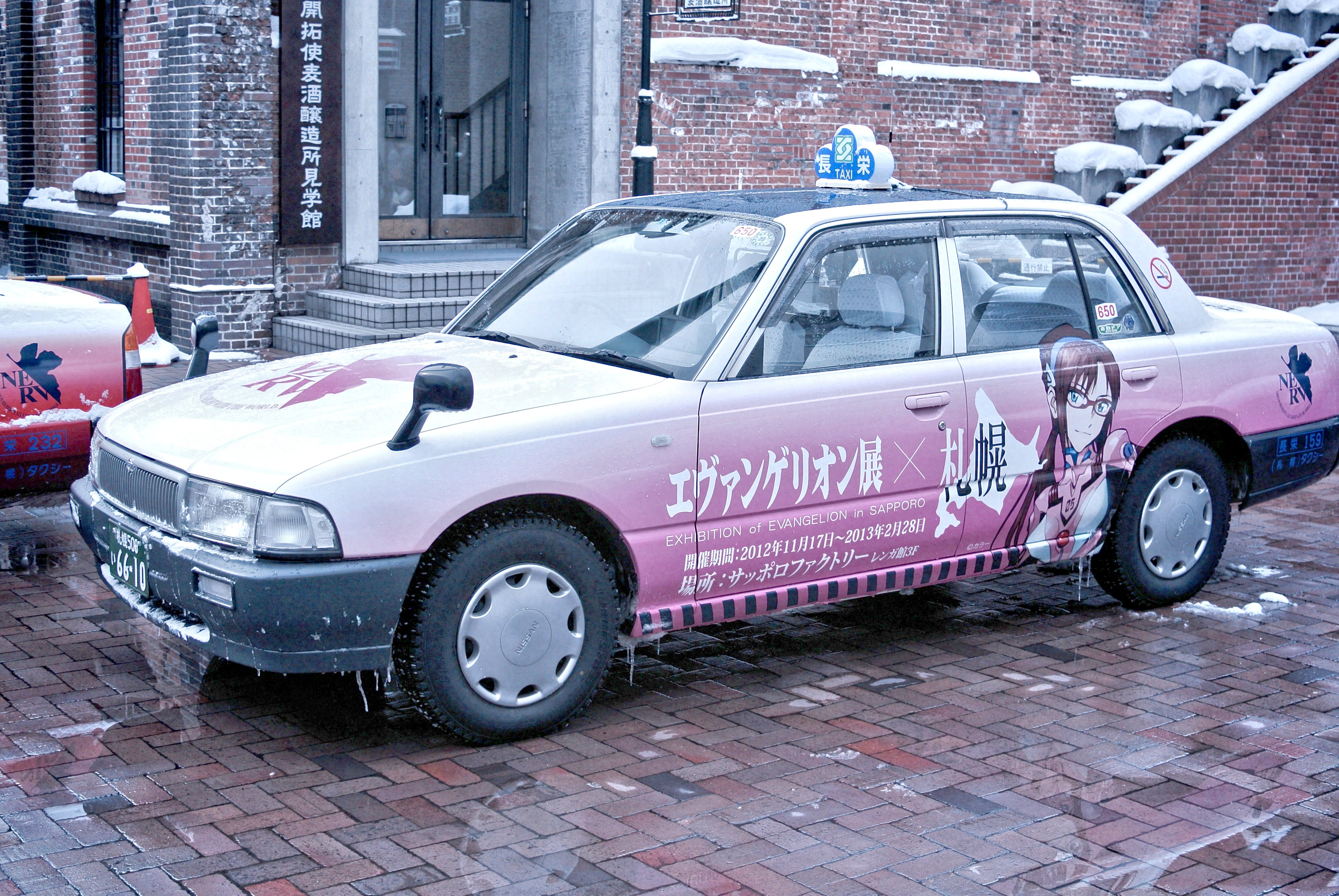
Un taxi con la livrea decorata con l'immagine di Mari a Sapporo

Vennero prodotti diversi articoli di merchandising su Mari come bambole, action figure, nendoroid, spille e modellini collezionabili di ogni forma e dimensione. Sul personaggio vennero realizzate inoltre delle linee di abbigliamento e diversi articoli di vestiario, come felpe, borse, kimono, maglie, riproduzioni dei suoi indumenti, stivali e biancheria intima, nonché occhiali, collane, gioielli, accendini, adesivi per iPhone, caffè, alcolici e bibite varie. Vista la popolarità del personaggio, i suoi occhiali diventarono particolarmente di moda, registrando alte vendite e diventando un argomento di grande interesse. Oltre che nei vari videogiochi e pachinko tratti dalla serie animata originale, Mari è stata usata in alcuni media non appartenenti al franchise di Evangelion, come nelle opere videoludiche Puyopuyo!! Quest, The Battle Cats, Monster Strike, Tales of Zestiria, Puzzle & Dragons, Million Arthur, Hortensia Saga, Keri hime sweets, Summons Board, Othellonia, Final Gear e nell'RPG Kotodaman.
Una sua riproduzione a grandezza naturale fu esposta al parco di divertimenti Fuji-Q HighLand nel 2011, assieme ad altre installazioni a tema Evangelion. Nel 2012 la sua immagine venne usata per decorare alcuni bus della linea Odakyū, compagnia di trasporti di Hakone, nei pressi della quale nella finzione narrativa della serie sorgerebbe la fittizia Neo Tokyo-3. L'anno dopo nella stessa città l'azienda Panasonic decise di installare delle colonnine di ricarica per veicoli elettrici con l'effigie di Mari, assieme a quelle di altri personaggi del Rebuild of Evangelion. Nel 2016, in occasione del ventesimo anniversario dalla prima messa in onda dell'anime originale, fu presentata l'attrazione interattiva Evangelion The Real 4D, in cui venne ricreata la battaglia contro il decimo angelo dal punto di vista di Makinami. Nel 2020 venne annunciata l'installazione di una giostra chiamata Evangelion The Flight, con sedili coperti da uno schermo su cui veniva mostrato un viaggio sul monte Fuji con la pilota come guida turistica. A giugno dell'anno seguente in tutti i cinema giapponesi che proiettavano l'ultimo capitolo della tetralogia cinematografica venne distribuito un milione di copie di due manifesti in formato A4 di Mari e Kaworu.
Il personaggio è diventato popolare anche nel mondo del cosplay, assieme a quelli di Rei e Asuka. Alcune celebrità lo omaggiarono indossandone i panni, fra cui l'idol Jurina Matsui, ex componente del gruppo AKB48, Airi Shimizu, la cantante Shōko Nakagawa, First Summer Uika, Tenka Hashimoto, Mea Shimotsuki, Ayana Tsubaki e l'attrice Natsuki Katō. Nel 2010, con l'uscita dei Blu-ray di You Can (Not) Advance, una cosplayer si vestì da Mari presso il negozio di Animate nel quartiere Akihabara di Tokyo, ricevendo commenti positivi e attirando l'attenzione di netizen e otaku giapponesi. Il cosplay inoltre guadagnò popolarità anche in terra cinese. Per effetto della fama ottenuta dalla pilota anche la canzone 365 no march ritornò in auge. Il personaggio di D.Va di Overwatch presenta delle somiglianze estetiche con quello di Mari; come quest'ultima, D.Va possiede un mecha di colore rosa, un drone armato chiamato Meka. Un riferimento a Makinami è presente inoltre in un episodio di Wotakoi: Love is Hard for Otaku.